# Fiat 125
A Fiat 125 egy felsőkategóriás autó, melyet a Fiat gyártott 1968 és 1972 között. Több külföldi ország autógyártói is megvásárolták a gyártáshoz szükséges licencet, egyes helyeken egészen az 1990-es évekig folytatódott az összeszerelés. Megjelenésekor valódi kuriózumnak számított, hiszen egy személyautó külső jellemzőit és egy sportautó teljesítményét ötvözte benne a Fiat. Ez a többi neves európai gyártónál csak a következő évtizedben vált bevett szokássá.

## Karosszéria
A Fiat 125 ugyanarra az alvázra épült, mint elődje, a Fiat 1300/1500 hosszabb változata és a padlólemezt is innen örökölte. A karosszéria a Fiat 124 kocsiszekrényének kissé megnyújtott változatából alakult ki. A 124 és a 125 is négyajtós volt és a két kocsi utastere is nagyjából megegyezett, azzal a különbséggel, hogy utóbbiban nagyobb volt a hátsó lábtér, a 2505 mm-es tengelytávnak köszönhetően. A Fiat 125 tengelytávja megegyezett a Fiat Fiat 1300-éval és több mint 80 mm-rel volt hosszabb a Fiat 124-énél.

## Motor
Az autóba a korábbi Ferrari motortervező, Aurelio Lampredi által tervezett 90 (Special 98)  lóerős, 1608 cm³-es DOHC (felülvezérelt, felülszelepelt, dupla vezérműtengelyes) motorja került, melyet Solex karburátorral szereltek. A 125-be generátor is került, mivel ikerlámpákkal készült és az autókban egyébként is sok elektronikusan működő alkatrész jelent meg ekkoriban. Egy másik említésre méltó újítás volt az elektromágneses kuplungú hűtőventilátor.

## Fogadtatás és fejlesztések
A 125 új korában sok dicséretet kapott dinamikája és jó úttartása, kezelhetősége miatt.1968-ban bemutatásra került egy erősebb változat, a 125S ("Speclal"), mely módosított hengerfejének, vezérműtengelyének, szívócsonkjának és Weber karburátorának köszönhetően 100 lóerős teljesítmény leadására volt képes. Emellett - akkoriban szokatlan módon - ötsebességes sebességváltóval készült. Az autó külsején is eszközöltek néhány változást a tervezők.
A 125S 1970-ben megújult, innentől kezdve 125 Special néven futott. A kocsin kisebb esztétikai változások voltak megfigyelhetőek, átalakultak például a fényszórók, melyek így jobban emlékeztettek a 125-ös alapmodell lámpáira. A legkomolyabb változás az volt, hogy ettől kezdve az autó háromsebességes automata sebességváltóval is rendelhetővé vált.

## Változatok
Az új-zélandi Fiat importőr, a Torino Motors épített több nagyteljesítményű, 125 T névre keresztelt változatot, az évente megrendezett, hatórás Benson and Hedges 500 versenyre. Ezekbe nagyobb szelepek, módosított vezérműtengelyek kerültek, két darab Weber DCOH vagy Dell'Orto 40DHLA ikerkarburátorral és magasabb sűrítési aránnyal, így a motor körülbelül 125 lóerős teljesítményre lett képes. Emellett a felfüggesztés is alacsonyabb és keményebb lett. Mindegyikre Ward felnik kerültek és az összes ilyen autó világossárga fényezéssel készült. Egyes források szerint körülbelül 84-89 darab 125 T készült. Az átépítések leállításának okáról is eltérnek a vélemények, az egyik változat szerint a Fiat olaszországi központjában utasításba adták a gyártás befejezését, mikor tudást szereztek a 125 T létezéséről. A másik magyarázat szerint a gyártásra csak akkor adott volna további engedélyt a Fiat ha sikerül a 125 T-ből egy év alatt legalább 200 darabot eladni, ez azonban lehetetlen feladatnak ígérkezett egy olyan országban, ahol évente összesen mindössze 1000 darab Fiatot adtak el akkoriban.
Emellett más egyedi változatok is készültek, a Moretti egy 125GS 1.6 nevű verziót készített, mely a Fiat Dino Spider stílusában készült. A Zagato változata a 125Z, a Savióé a 125 Coupé és a 125 Station Wagon, a Pininfarináé pedig a 125 Executive névre hallgatott. A Vignale is készített egy Samantha nevű kétajtós kupé verziót, bukólámpákkal.

## Gyártás Olaszországban
Az olaszországi gyártás 1972-ben, a Fiat 132 megjelenésével fejeződött be. Összesen 606 877 darab Fiat 125 készült.

## Gyártás külföldön

### Lengyelország

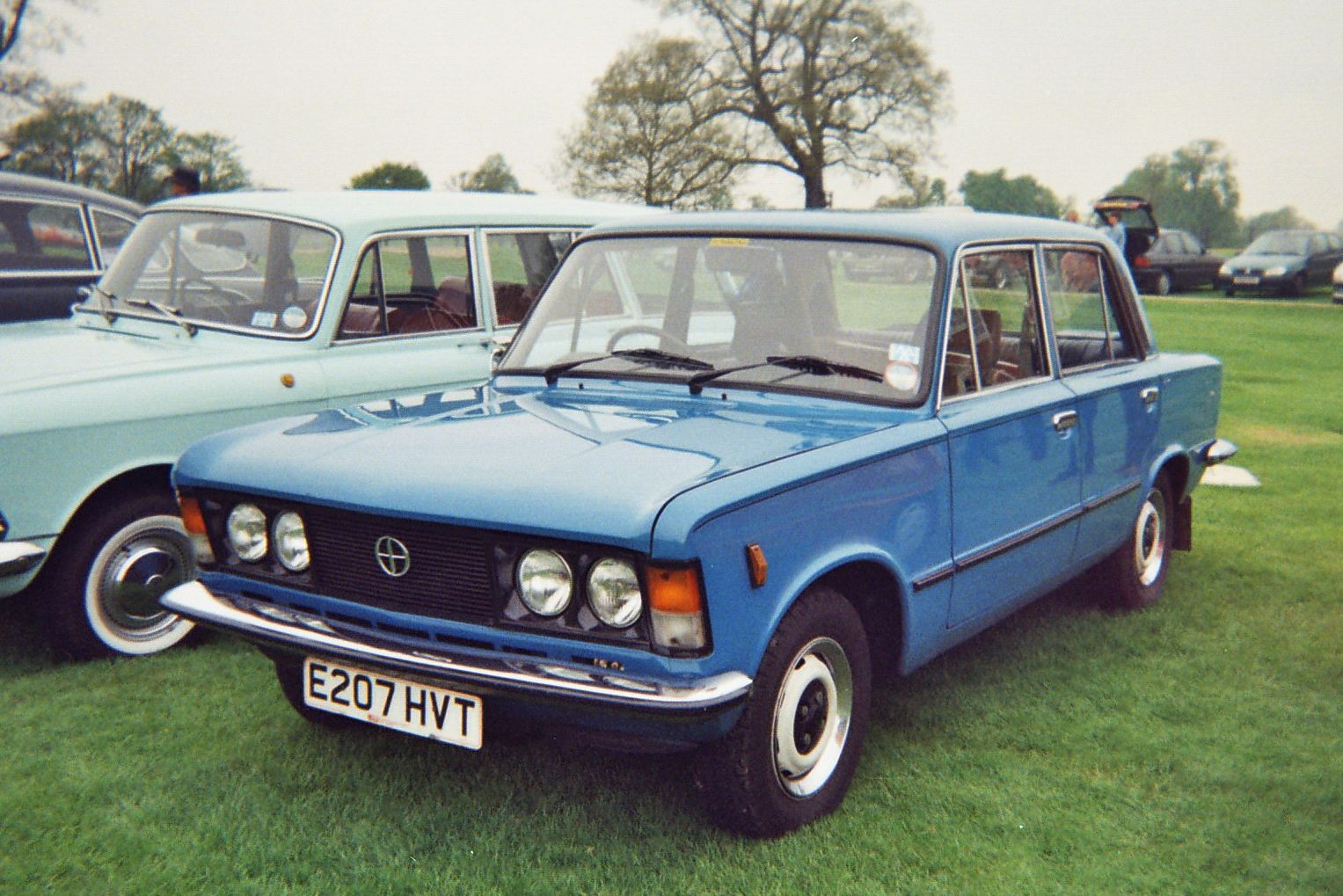
1975 utáni Polski Fiat 125p

Lengyelországban a Fabryka Samochodów Osobowych (FSO) a Fiat engedélyével gyártott egy másolatot, a Polski Fiat márkanév alatt, Polski Fiat 125p, majd később FSO 1500, FSO 1300 és FSO 125p néven. A gyártás 1967-től egészen 1991-ig folytatódott.
Ez a Fiat által készített modell egyszerűsített változata volt, a Fiat 1300/1500 idejétmúlt 1,3 és 1,5 literes motorját és néhány egyéb technikai megoldását örökölte. A lengyel változat külsejében is eltért némileg az olasztól, például kerek fényszórókat kapott a szögletes helyett, egyszerűbb lökhárító és hűtőrács, narancssárga indexburák és eltérő hátsó lámpák kerültek rá. Karosszériája is valamelyest egyszerűbb volt és a Fiat 1300/1500 alvázát és belső terét kapta. Az autó kombi változatban (Polski Fiat 125p Kombi) is elérhető volt, sőt, egy pick-up verzió is megjelent, már azután, hogy Olaszországban befejeződött a gyártás.

### Jugoszlávia
A Zastava is készített egy, a lengyellel megegyező változatot, Zastava 125 PZ néven. Ez szintén 1292 és 1481 cm³-es motorral volt kapható.

### Egyiptom
A Fiat 125 egyiptomi változatát Nasr 125-nek hívták és 1983-ig gyártották. Jelenleg is népszerű modellnek számít erős motorja és megbízhatósága miatt.

### Argentína
Argentínában 1972 és 1982 között készült a Fiat 125. Előbb a Fiat-Concord, majd a Sevel gyártotta. A négyajtós szedán kivitel mellett egy Familiar nevű kombi és egy Multicarga elnevezésű pick-up is kapható volt. Ezek mellett egy kupé változat is volt, 125 Sport néven, melynek motorja megegyezett a szedánéval, de külsőre a Fiat Coupé 1500 Vignalén alapult.

### Kolumbia
Itt előbb az olasz Fiat 125-öt kezdték másolni, majd hamar áttértek a lengyel változat gyártására, mivel a 125p jobban illeszkedett a helyi piac profiljába.

### Chile
A Chilében gyártott autó nagyjából megegyezett a Fiat 125 Speciallal, mely az 1970-es modellfrissítés során jött létre Olaszországban.

### Marokkó
A Somaca nevű autógyár szerelte össze az egységcsomagokban beérkezett 125-ösöket, Casablancában.